# تد برگین
تد برگین (انگلیسی: Ted Burgin؛ زادهٔ ۲۹ آوریل ۱۹۲۷) یک بازیکن فوتبال اهل بریتانیا است.